# Sugar Loaf (berg i Storbritannien)
Sugar Loaf är ett berg i Storbritannien.   Det ligger i kommunen Monmouthshire och riksdelen Wales, i den södra delen av landet, 200 km väster om huvudstaden London. Toppen på Sugar Loaf är 581 meter över havet, eller 384 meter över den omgivande terrängen. Bredden vid basen är 7,3 km. Sugar Loaf ingår i Black Mountains.
Terrängen runt Sugar Loaf är huvudsakligen kuperad. Runt Sugar Loaf är det ganska tätbefolkat, med 93 invånare per kvadratkilometer. Närmaste större samhälle är Abergavenny, 5,4 km sydost om Sugar Loaf. Trakten runt Sugar Loaf består i huvudsak av gräsmarker.